# Мокре (Куйбишевський район)
Мокре (рос. Мокрое) — село в Куйбишевському районі Калузької області Російської Федерації.
Населення становить 283 особи. Входить до складу муніципального утворення Село Мокре.

## Історія
Від 2004 року входить до складу муніципального утворення Село Мокре.

## Населення
| 2002 | 2010 |
| ---- | ---- |
| 259  | ↗283 |